# Kirsten Price (attrice pornografica)
Kirsten Price (Providence, 13 novembre 1981) è un'attrice pornografica statunitense.

## Biografia
Kirsten Price è nata a Providence, nello Stato di Rhode Island, ma è cresciuta in Massachusetts, a Boston, dove ha lavorato come ballerina e cameriera. Ha frequentato per 18 mesi il Fisher College ed è una specialista in giustizia penale, oltre ad avere la licenza in cosmetologia. Ha interpretato un ruolo minore in un episodio delle serie televisiva statunitense Weeds (3×7).

## Carriera pornografica
Ha scelto il nome Kirsten in onore della sua migliore amica, sua collega, ma ha conservato il suo cognome Price. Ha iniziato la sua carriera come modella di nudo e come spogliarellista e le sue prime scene sono state Dressed for Sex per Original Sin Films e Wet Teens 7 per Simon Wolf Productions. Nel 2004, prima di entrare nell'industria pornografica, ha partecipato a "Miss HawaiianTropic" e nel 2005 ha firmato un contratto con Wicked Pictures. Ha, inoltre, posato per Playboy.
Nel 2006 è stata una delle quattro finalisti del talent My Bare Lady,un talent in cui delle attrici pornografiche devono prendere lezioni di recitazione classica. Nel 2010 ha presentato lo show dei AVN Awards insieme alla sua collega Kayden Kross e il comico Dave Attell. Ha diversi tatuaggi: delle stelle rosse all'interno di entrambi i polsi, uno sulla spalla destra, la scritta 'L'amour pour la vie' ('amore per la vita' in francese) sulle costole a sinistra, un cuore con la scritta "Mom" all'interno, il simbolo dell'Om sulla caviglia sinistra e un disegno circolare sopra il fondoschiena. Nel 2018 è stata inserita nella Hall of Fame degli AVN Awards.
Nella sua carriera ha girato oltre 320 scene e ha ottenuto 4 AVN Award.

## Vita privata
Il 9 ottobre del 2004 ha sposato l'attore pornografico Barrett Blade da cui successivamente ha divorziato. Successivamente, nel 2013 ha sposato il collega Keiran Lee da cui ha avuto tre figli.

## Riconoscimenti
- AVN Awards
  - 2007 – Best Supporting Actress (film) per Manhunters[14]
  - 2007 – Best Group Sex Scene (film) per FUCK con Carmen Hart, Katsuni, Mia Smiles, Eric Masterson, Chris Cannon, Tommy Gunn, Randy Spears[15]
  - 2010 – Best Group Sex Scene (film) per 2040 con Jessica Drake, Alektra Blue, Mikayla Mendez, Kaylani Lei, Tory Lane, Jayden James, Kayla Carrera, Randy Spears, Brad Armstrong, Rocco Reed, Marcus London, Mick Blue e T.J. Cummings[16]
  - 2018 – Hall Of Fame - Video Branch[17]

## Filmografia
- House Party 1 (2004)
- Wet Teens 7 (2004)
- Who's Your Daddy 6 (2004)
- Barely 18 24 (2005)
- Beef Eaters 2 (2005)
- Between The Sheets (2005)
- But I'm With the Band (2005)
- Carnal Desires (2005)
- Cherry Lickers 1 (2005)
- Country Style (2005)
- Dark Angels 2: Bloodline (2005)
- Finder's Keepers (2005)
- Girl Crazy 6 (2005)
- Girlvana 1 (2005)
- Glamour Sluts 2 (2005)
- Hand to Mouth 1 (2005)
- High Heels Fast Wheels (2005)
- Lip Stick Girls (2005)
- Naked Girls Bound and Gagged (2005)
- North Pole 58 (2005)
- Pussy Foot'n 14 (2005)
- Sex Trap (2005)
- She Squirts 15 (2005)
- Spice Hotel (2005)
- Strap it On 1 (2005)
- Strap it On Slip it In (2005)
- Strap-On Toyz (2005)
- Tiny Little Butts 2 (2005)
- Visitors (2005)
- Whale Tail 1 (2005)
- Workplace (2005)
- Becoming Carmen Hart (2006)
- Carmen And Austyn (2006)
- Casting Couch (2006)
- Contract Killers (2006)
- Cumstains 7 (2006)
- Desires (2006)
- Duality (2006)
- Elite 1 (2006)
- Fuck (2006)
- Girl Pirates 2 (2006)
- Honky Tonk Girl (2006)
- Just Like That (2006)
- Legal and Hot 2 (2006)
- Made in the USA (2006)
- Manhunters (2006)
- McKenzie Made (2006)
- My Secret Life (2006)
- Nantucket Housewives (2006)
- Pussy Worship 2 (2006)
- Put It Wherever 2 (2006)
- Rendezvous (2006)
- Sex On The Beach (2006)
- Tiffany's (2006)
- Watching Samantha (2006)
- Wicked MVP: Kirsten (2006)
- Chicks Gone Wild 3 (2007)
- Colors (2007)
- Coming Home (2007)
- Crescendo 2012 (2007)
- Girl Talk (2007)
- Jenna Haze's Girl Diaries (2007)
- Lewd Lube Jobs (2007)
- Mouth (2007)
- Off the Air (2007)
- Players Club (2007)
- Real Life Professional Couples (2007)
- Saturday Night Beaver (2007)
- Supernatural (2007)
- Time After Time (2007)
- Bad Girls (2008)
- Cockstar (2008)
- Gallop on His Pole (2008)
- Once Upon a Crime (2008)
- Priceless Fantasies (2008)
- Red White And Goo (2008)
- Star 69: Strap Ons (2008)
- Tasty (2008)
- Wedding Bell Blues (2008)
- 2040 (2009)
- Cyber Sluts 9 (2009)
- Dinner at Frankie's (2009)
- Dirty Minds (2009)
- Fuck Face (II) (2009)
- House of Wicked (2009)
- Lies (2009)
- Making Amends (2009)
- Mobster's Ball 2 (2009)
- Most Likely To Suck Seed (2009)
- Revenge Inc. (2009)
- Roommates (2009)
- Spin the Bottle (2009)
- Stranger (2009)
- Bangover (2010)
- Bree and Teagan (2010)
- Date Night (2010)
- Looking for Mr. Right Now (2010)
- Love in an Elevator (2010)
- Lust (2010)
- Maid to Order (2010)
- Marriage Counselor (2010)
- Mean Girls (2010)
- Speed (2010)
- Strap This Baby on for Size (2010)
- Superstar Showdown 1: Tori Black vs. Alexis Texas (2010)
- Superstar Showdown 2: Asa Akira vs. Kristina Rose (2010)
- Tattle Tale (2010)
- Taxi: A Hardcore Parody (2010)
- Trash Talk (2010)
- Until There Was You (2010)
- Uptown Girl (2010)
- Vow (2010)
- Watcher (2010)
- Breast in Class 2: Counterfeit Racks (2011)
- Bree and Tori (2011)
- Every Rose Has Its Thorn (2011)
- Fate of Love (2011)
- Girlfriend for Hire (2011)
- Life of Riley (2011)
- Mommy's All Alone (2011)
- Official Taxicab Confessions Parody (2011)
- Rocki Whore Picture Show: A Hardcore Parody (2011)
- Superstar Showdown 3: Courtney Cummz vs. Bree Olson (2011)
- Superstar Showdown 4: Alexis Texas vs. Sarah Vandella (2011)
- Unfinished Business (2011)
- Wicked Digital Magazine 3 (2011)
- Wicked Digital Magazine 4 (2011)
- Women Seeking Women 75 (2011)
- Against Her Will 2 (2012)
- ASSministrators ASSistant (2012)
- Babe Buffet: All You Can Eat (2012)
- Big Tit Christmas 3 (2012)
- Cuntry Girls (2012)
- Everything Butt 23395 (2012)
- Foot Worship 26992 (2012)
- Holiday Secrets (2012)
- Hot And Mean 5 (2012)
- Lesbian Love 2 (2012)
- Love Story (2012)
- Naughty Athletics 15 (2012)
- Sassy Ass (2012)
- Tuna Helper (2012)
- We Live Together.com 21 (2012)
- We Live Together.com 23 (2012)
- We Live Together.com 24 (2012)
- Women Seeking Women 81 (2012)
- Women Seeking Women 87 (2012)
- Community Sex (2013)
- Everything Butt 32087 (2013)
- Foot Worship 29232 (2013)
- Foot Worship 32397 (2013)
- Girls Will Be Girls 7 (2013)
- Man of Steel XXX: An Axel Braun Parody (2013)
- Shades of Pink (2013)
- We Live Together.com 26 (2013)
- Whipped Ass (2013)
- Wonder Woman XXX: An Axel Braun Parody (2013)